# Samuel Morin
Samuel Morin, född 12 juli 1995, är en kanadensisk professionell ishockeyback som är kontrakterad till Philadelphia Flyers i National Hockey League (NHL) och spelar för deras primära samarbetspartner Lehigh Valley Phantoms i American Hockey League (AHL). Han har tidigare spelat på lägre nivå för Océanic de Rimouski i Ligue de hockey junior majeur du Québec (LHJMQ).
Morin draftades i första rundan i 2013 års draft av Philadelphia Flyers som 11:e spelare totalt.

## Statistik
| 2010–2011    | Commandeurs de Lévis   | LHMAAAQ      | 36  | 0  | 12 | 12 | 40  | 3  | 0 | 1  | 1  | 12 |
| 2011–2012    | Océanic de Rimouski    | LHJMQ        | 62  | 0  | 8  | 8  | 57  | 10 | 0 | 1  | 1  | 8  |
| 2012–2013    | Océanic de Rimouski    | LHJMQ        | 46  | 4  | 12 | 16 | 117 | 6  | 1 | 6  | 7  | 16 |
| 2013–2014    | Océanic de Rimouski    | LHJMQ        | 54  | 7  | 24 | 31 | 121 | 11 | 4 | 4  | 8  | 30 |
| 2014–2015    | Océanic de Rimouski    | LHJMQ        | 38  | 5  | 27 | 32 | 68  | 19 | 1 | 10 | 11 | 28 |
| 2015–2016    | Lehigh Valley Phantoms | AHL          | 76  | 4  | 15 | 19 | 118 | —  | — | —  | —  | —  |
| 2016–2017    | Philadelphia Flyers    | NHL          | 1   | 0  | 0  | 0  | 0   | —  | — | —  | —  | —  |
|              | Lehigh Valley Phantoms | AHL          | 74  | 3  | 13 | 16 | 129 | 5  | 0 | 2  | 2  | 2  |
| 2017–2018    | Philadelphia Flyers    | NHL          | 2   | 0  | 0  | 0  | 4   | —  | — | —  | —  | —  |
|              | Lehigh Valley Phantoms | AHL          | 10  | 1  | 4  | 5  | 22  | —  | — | —  | —  | —  |
| NHL totalt   | NHL totalt             | NHL totalt   | 3   | 0  | 0  | 0  | 4   | —  | — | —  | —  | —  |
| AHL totalt   | AHL totalt             | AHL totalt   | 160 | 8  | 32 | 40 | 269 | 5  | 0 | 2  | 2  | 2  |
| LHJMQ totalt | LHJMQ totalt           | LHJMQ totalt | 200 | 16 | 71 | 97 | 363 | 46 | 6 | 21 | 27 | 82 |